# Klaus Hansen (borgmester)
 Der er flere personer med dette navn, se Klaus Hansen.
Klaus Hansen (født: 2. september 1960) er er en dansk landmand og kommunalpolitiker for Venstre. Han var været borgmester i Ringsted Kommune siden 5. februar 2024, hvor han afløste Henrik Hvidesten som fratrådte på grund af flere sager om upassende adfærd over for kvinder.
Klaus Hansen har været medlem af byrådet i Ringsted Kommune siden 2010 og havde indtil han blev borgmester været formand for Venstres gruppe samt medlem af kommunens økonomiudvalg fra 2013. Han var formand for Børne- og Undervisningsudvalget fra 2017 til 2021 og formand for Plan- og Boligudvalget fra 2022 til 2024. Han blev borgmester 5. februar 2024 med støtte fra Socialdemokratiet, Socialistisk Folkeparti, Dansk Folkeparti og Venstre, hvilket er de samme partier som stod bag den oprindelige konstituering efter kommunalvalget i 2021.
Han driver landbrug i landsbyen Sigersted vest for Ringsted hvor han har en malkekvægbesætning med jerseykøer.
Klaus Hansen er opvokset i Hillerød. Han er gift med Bente som er hjemmesygeplejerske i Sorø Kommune, og har 3 voksne børn.